# Alvise Bon

Stemma della famiglia Bon

Alvise Bon (Venezia, 1547 – Venezia, 1603) è stato un nobiluomo italiano.

## Biografia

### Gli anni giovanili
Alvise Bon nacque a Venezia, primogenito dei quattordici figli del procuratore di San Marco Alessandro di Alvise Bon e di Cecilia Mocenigo. Fratello di Ottaviano Bon, appartenne al ramo di San Barnaba della casata dei Bon, nota famiglia patrizia veneziana.
Sposò in prime nozze Adriana Dario, appartenente al ceto dei cittadini originari. L'11 dicembre 1571 venne accusato di aver ordito e organizzato un tentato omicidio nei confronti della moglie, la quale sarebbe stata violentemente ferita il 19 ottobre dello stesso anno durante uno spostamento in carrozza tra Marghera e Mogliano. Il 13 giugno 1572 Alvise Bon venne condannato all'esilio a Capodistria per venticinque anni a seguito dei fatti criminosi compiuti nei confronti della moglie. Soltanto due anni dopo, il 16 marzo 1574, il confinato riuscì a tornare in patria grazie alla mediazione del padre Alessandro, il quale promise al Consiglio dei Dieci di fornire venti uomini per sei mesi alle galee della Serenissima. L'accordo venne rivisto il 7 aprile dello stesso anno e Alessandro Bon accettò di pagare ottocento ducati in cambio della libertà del figlio.
Nella notte del 26 febbraio 1577 Adriana Dario venne assassinata con tredici pugnalate da Zuan Battista Rossetto, nella casa della donna in corte di Ca' Malipiero a San Marcuola. L'assassino derubò anche la vittima dei monili e degli anelli, fuggendo successivamente travestito da ottomano. Due anni più tardi, Alvise Bon venne accusato di essere il mandante dell'omicidio della moglie, a causa delle confessioni del sicario e dei complici. Il 9 marzo 1579 il Consiglio dei Dieci emise un solenne proclama di accusa nei confronti di Alvise Bon, il quale decise di non presentarsi al processo e venne perciò bandito da tutto lo stato. Dopo tre anni ritornò a Venezia per mezzo dell'acquisto di una voce liberar bandito.

### Il delitto di Gorgo

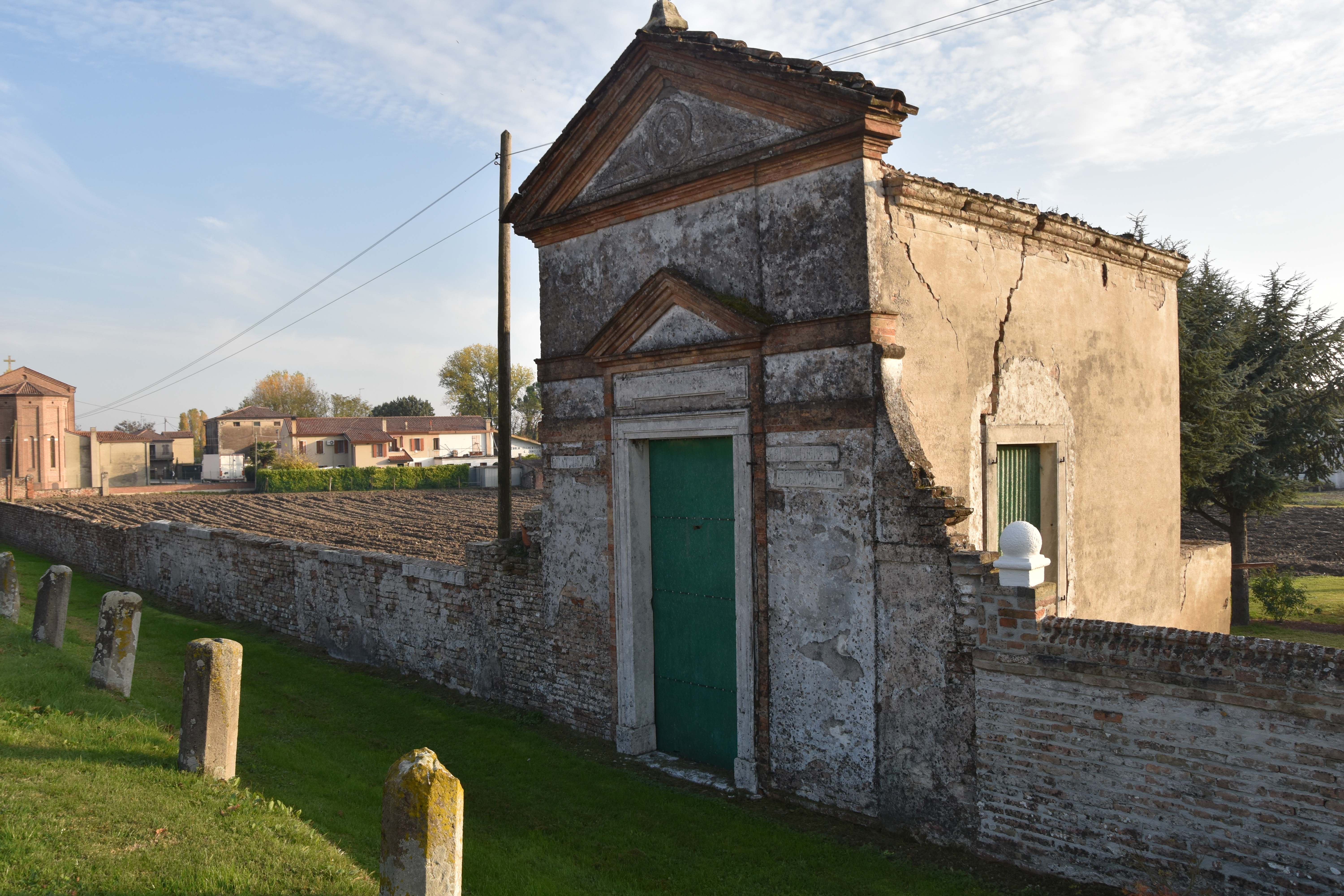
Gorgo, Cartura. In questa località sorgeva l'abitazione della famiglia Bon.

Nell'estate del 1586 Alvise Bon si rese protagonista dell'omicidio della sua seconda moglie, Paolina Molin, e del suo presunto amante, Andrea Trevisan, nella sua villa familiare di Gorgo.
Il 29 agosto 1586, il Consiglio dei Dieci decise di inviare a Padova il notaio dell'Avogaria di Comun Pietro di Sandri, incaricato di interrogare i testimoni e di indagare sul delitto commesso nella notte del 18 agosto. Il notaio fu coadiuvato dai rettori di Padova, i quali avevano già avviato delle prime, e inconcludenti, indagini.
La ricostruzione dei fatti portò all'arresto di Alvise Bon, provvedimento decretato il 19 settembre dello stesso anno. La documentazione del processo evidenziò come il nobiluomo avesse compiuto un viaggio in carrozza assieme alla moglie nella giornata del 18 agosto con l'intento di prelevare Andrea Trevisan dalla casa di famiglia a Mincana e di invitarlo presso la propria villa. Non avendolo incontrato, si recò a Ponte di Riva, presso l'abitazione di Nicolò Malipiero, dove si trovava il suddetto Trevisan. La sera stessa, dopo aver festeggiato, Alvise Bon ospitò per la notte il nobile invitato. Nel corso della stessa nottata, Andrea Trevisan fu ammazzato a letto con quindici pugnalate, mentre Paolina Molin fu uccisa con trenta coltellate. I sospetti ricaddero subito su Alvise Bon, accusato di assassinio premeditato dai fratelli di Andrea Trevisan per mezzo di una scrittura indirizzata ai rettori di Padova e al Consiglio dei Dieci.

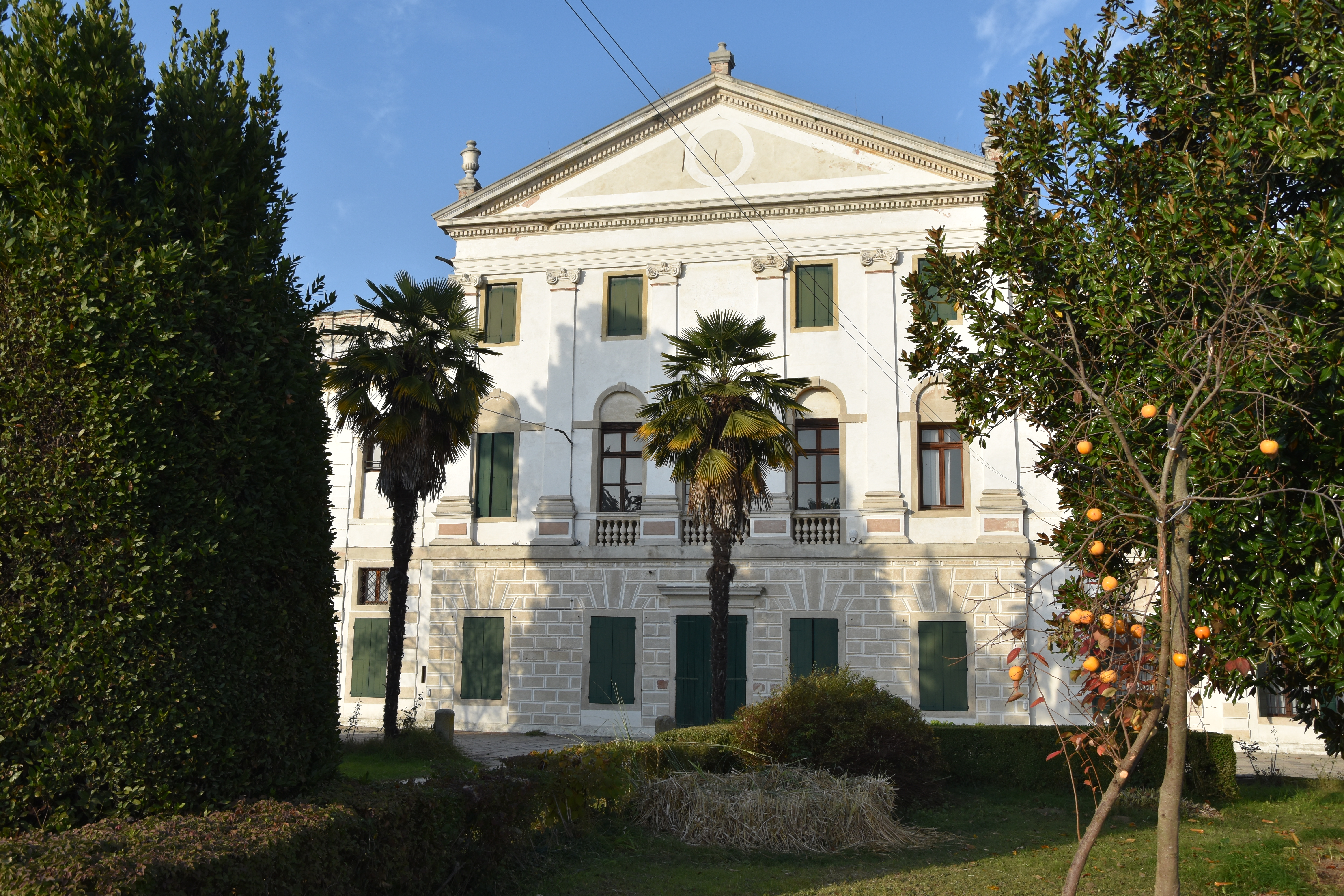
Villa Dal Martello, a Mincana, comune di Due Carrare. Su questo sito, nel XVI sec., sorgevano le proprietà della famiglia Trevisan.

Il Consiglio dei Dieci istituì un processo nei confronti di Alvise Bon, assumendosi la responsabilità di giudicare una contesa tra patrizi attraverso il rito inquisitorio, come prevedeva la legge del 9 marzo 1571. Alvise Bon, al contrario di pochi anni prima, decise di presentarsi presso le prigioni veneziane, sottoponendosi alla procedura del rito processuale.

### Il processo
Nel corso del processo si scontrarono due tendenze in netto contrasto. L'assassino rivendicò le sue ragioni, in quanto sosteneva di aver ucciso legittimamente la moglie infedele e l'amante, in un impeto di furore provocato dalla scoperta del tradimento in atto. Alvise Bon si appellava in questo modo al suo diritto a difendere l'onore familiare, macchiato dall'adulterio commesso da Paolina Molin. Inoltre, il pretesto del furore alludeva ad una dimensione di istintività, propria di un delitto commesso impulsivamente. D'altro canto, la famiglia Trevisan sottolineò la recidività dell'assassino, che aveva più volte dimostrato un carattere violento. In aggiunta, i Trevisan sostennero che i delitti non furono frutto di una pulsione improvvisa, ma fossero stati premeditati dal Bon, aggravando quindi la sua posizione. I crimini commessi nell'estate del 1586 rischiavano di mettere a dura prova l'equilibrio tra le due famiglie nobili, e anche per questo motivo la sentenza fu piuttosto rapida.

### La sentenza
Il 21 maggio 1587 il Consiglio dei Dieci condannò Alvise Bon alla detenzione a vita nelle carceri di Palazzo Ducale. In caso di fuga la pena si sarebbe commutata nel bando da tutti i territori della Serenissima, con l'aggiunta della decapitazione se fosse stato catturato. La punizione esemplare rifletteva la volontà dei consiglieri Anzolo Basadonna, Alvise Zorzi e Daniele Priuli, oltre che del Doge. Altri consiglieri, tra cui Leonardo Donà, avevano invece suggerito la relegazione a Capodistria per otto anni. Per mezzo della stessa sentenza si scagionavano quasi tutti i domestici del Bon, tranne uno, il quale venne condannato al remo delle galee per cinque anni. La pena imposta ad Alvise Bon rispecchiava un'evidente volontà punitiva, a discapito di un tentativo di riconciliazione tra famiglie ottenibile con un semplice bando.
Il 24 maggio 1587 venne formalizzata la sentenza contro Alvise Bon e il giorno successivo ne venne resa pubblica lettura da Rialto. Il testo della condanna metteva in primo piano la chiara situazione di premeditazione, dedotta dalla minuziosa preparazione del delitto da parte dell'assassino. Alvise Bon, infatti, aveva allestito con cura la stanza da letto di Andrea Trevisan, posta in un luogo ben separato dalla camera padronale. Il Consiglio dei Dieci rimarcò nella sentenza la mancanza di un adulterio manifesto, privando il patrizio processato della giustificazione del delitto passionale. Il crimine, sebbene fosse volto a difendere l'onore del Bon, era stato chiaramente organizzato da tempo e il nobiluomo venne punito con la massima severità.

### La prigionia e il tentativo di fuga
Alvise Bon venne rinchiuso nelle prigioni del piano terra di Palazzo Ducale, i Pozzi. Nel corso del primo anno di prigionia il detenuto scrisse una supplica ai membri del Consiglio dei Dieci, nella quale si lamentava delle pessime condizioni in cui versava la sua cella, luogo buio e scomodo. Inoltre, richiedeva di poter vedere i suoi figli o, almeno, di poter parlare con qualche suo familiare, in modo da tentare di controllare e amministrare il proprio patrimonio. Il carcerato domandava anche di essere trasferito nelle prigioni dette Giardini, da lui considerate ugualmente sicure, ma più adeguate al suo status e certamente più confortevoli. L'ergastolano portava l'esempio di altri condannati alla medesima pena rinchiusi nella struttura più agevole. Alvise Bon concluse la supplica sostenendo di trovarsi in prigione ingiustamente in quanto aveva agito per salvaguardare il suo onore, come già era avvenuto in altre situazioni simili.
Il patrizio sosteneva, quindi, di aver ucciso legittimamente, ma si rammaricava di non essere riuscito a difendersi efficacemente al processo. Alvise Bon, probabilmente, non si servì di un avvocato di penna, come spesso accadeva nell'ambito del rito inquisitorio veneziano, ma presumibilmente sostenne da solo la sua causa. Questa scelta si rivelò un grave errore, visti i precedenti sanguinosi dell'imputato e le pretese di vendetta avanzate dalla famiglia dell'ucciso. Le richieste avanzate nella supplica vennero tutte rifiutate dal Consiglio.
Nel gennaio 1588 Alvise Bon tentò una fuga dai Pozzi, fermata dai guardiani delle celle, tali Piero e Domenico, i quali si rivolsero agli organi superiori della Serenissima. Nella loro supplica evidenziarono la pericolosità dell'ergastolano, il quale deteneva degli strumenti d'evasione particolarmente efficaci, utili non solo alla fuga, ma anche come armi. Il Consiglio dei Dieci decise di punire severamente il patrizio relegandolo in una delle celle a livello del rio, privo di luce e di compagnia. Il capitano grande Marco Dolce venne incaricato del trasferimento del prigioniero, il quale venne rinchiuso nella nuova stanza il 22 gennaio 1588.

### La supplica di Cecilia Mocenigo
Nel mese di dicembre 1588 la vicenda di Alvise Bon subì un'ulteriore svolta. La madre del patrizio, Cecilia Mocenigo, indirizzò una supplica al Consiglio dei Dieci descrivendo la situazione in cui versava il figlio. L'ergastolano viveva da mesi in una cella bagnata dall'umidità e dall'acqua del rio, senza la possibilità di muoversi, vedere la luce e incontrare i suoi parenti. Inoltre, la madre sottolineava la sofferenza fisica del prigioniero, colpito dalla gotta e dagli impedimenti motori, che rendevano difficile perfino mangiare. La nobildonna temeva non soltanto la morte del figlio, ma riteneva anche che Alvise avrebbe perso la sua anima e chiedeva per questo uno spostamento in una cella alla luce e in compagnia di qualcuno. Nel documento, Cecilia Mocenigo evidenziava molta preoccupazione nei confronti del primogenito dei suoi quattordici figli e sollevava dubbi sulla regolarità del processo, a suo parere viziato da false accuse volte ad incastrare Alvise, che aveva agito onestamente per reprimere l'adulterio.
Pietro e Antonio Trevisan replicarono al messaggio di Cecilia Mogenico. I due fratelli di Andrea scrissero a loro volta al Consiglio dei Dieci, invocando la prigione più dura per l'assassino. La famiglia Trevisan, infatti, aveva deciso di rinunciare alla vendetta di sangue soltanto a causa della robusta pena inferta al Bon, il quale, a loro avviso, aveva ucciso due innocenti. La supplica dei fratelli Trevisan evidenziava le tematiche della giustizia e della legittima rivalsa tra famiglie patrizie, questioni che il Consiglio dei Dieci aveva deciso di trattare in prima persona, grazie alla già citata legge del 1571. Il consiglio supremo veneziano aveva voluto allo stesso tempo controllare i comportamenti della classe nobiliare della Repubblica e diminuire le possibilità di lotte intestine, arrogandosi il diritto di processare in prima persona i patrizi. La richiesta di Cecilia Mogenigo venne inizialmente respinta anche per questo motivo, vista la volontà di evitare un conflitto tra famiglie pronto a deflagrare.
Il 16 dicembre 1588, infatti, il Consiglio rigettò la parte formulata in seguito all'istanza della Mocenigo. Il 22 dicembre, tuttavia, la votazione venne riproposta e approvata, dopo aver escluso dalla seduta i patrizi Leonardo Donà e Marco Trevisan, legati personalmente alla vicenda. Il 5 gennaio 1589 Alvise Bon venne trasferito in una cella dei Giardini.

### La fuga
Tra il 1590 e il 1594 Alvise Bon scrisse più volte al Concilio dei Dieci, chiedendo udienza o almeno la possibilità di vedere i propri figli. Le sue suppliche arrivavano ancora una volta dai Pozzi, struttura nella quale evidentemente era stato nuovamente confinato. Nel 1594 il Consiglio dei Dieci approvò la sua richiesta di incontrare la prole, ma il tono della supplica era di un uomo rassegnato di fronte al carcere perpetuo. Quest'ultima istanza venne accolta in quanto il patrizio riuscì a dimostrare come i suoi sforzi di pacificazione con la famiglia Trevisan fossero da tempo tanto consistenti quanto vani. In particolare, Alvise Bon poteva attestare la sua buona volontà grazie alle dichiarazioni del canonico della chiesa di San Marco, Lazzaro Robbato, e del patriarca di Venezia Lorenzo Priuli. Entrambi testimoniarono la volontà di riconciliazione espressa dal Bon, sempre rigettata dai fratelli Trevisan. Inoltre, Lazzaro Robbato sostenne che Pietro Trevisan, sul letto di morte, negò strenuamente il perdono all'ergastolano, il quale avrebbe dovuto "morire in prigione come aveva determinato la giustizia".
Il 22 marzo 1595 Alvise Bon, Antonio Frattina, figlio del nobile friulano Marco Frattina, Francesco Polani e Antonio Negrini da Ravenna fuggirono dalla loro cella dei Pozzi aiutati dal carceriere Francesco Martelli, che si dileguò con loro. Nello stesso giorno, il Consiglio dei Dieci emise un provvedimento volto a perseguire i protagonisti della clamorosa evasione. I detenuti vennero banditi da tutto il territorio della Serenissima, con una taglia di duemila ducati sulla loro testa e l'alternativa della pena capitale. Chiunque avesse tentato di nascondere e aiutare gli evasi sarebbe stato a sua volta bandito o impiccato. Francesco Martelli venne condannato a un bando analogo il 29 marzo 1595, con una taglia di mille ducati e la minaccia della condanna alla forca. La sentenza del Martelli non si sarebbe potuta modificare e si sarebbe potuto uccidere impunemente l'ex guardiano sia dentro che fuori dai territori della Repubblica di Venezia. Inoltre, chiunque avesse consegnato uno dei fuggiaschi alle autorità sarebbe stato ricompensato con mille ducati e l'emissione di una voce liberar bandito. Il Consiglio dei Dieci processò anche Agostino Lobia, sorvegliante carcerario ritenuto anch'egli responsabile dell'evasione dei condannati.

### Gli ultimi anni e la morte
Alvise Bon riuscì a tornare sulla scena veneziana pochi anni dopo, soprattutto grazie ad una supplica rivolta al Consiglio dei Dieci. Il patrizio annunciava l'accordo di pace stretto tra la sua famiglia e Antonio e Polo Trevisan. La riconciliazione venne resa possibile dall'intervento di Silvan Cappello, Tommaso Mocenigo e il cavaliere Antonio di Priuli. Alvise sosteneva di aver ottenuto una "sincera, leale e perpetua amicizia" con i Trevisan e di essere riuscito a rappacificarsi con loro. Nell'occasione il nobiluomo chiedeva l'opportunità di rientrare a Venezia, che gli venne concessa il 16 settembre 1602.
Il primo gennaio 1603 Alvise Bon morì in seguito al crollo di un balcone di casa Trevisan alla Giudecca, mentre si svolgeva una festa dei tori. Nell'incidente persero la vita anche il trentenne Andrea Zen e il giovanissimo Antonio Garolfo, figlio di Alvise Garolfo. Alvise Bon venne sepolto nella chiesa di San Trovaso a Venezia.